# M. John Harrison
Pour les articles homonymes, voir John Harrison et Harrison.
Œuvres principales
- Cycle de Viriconium
- Cycle du Kefahuchi Tract

Michael John Harrison, né le 26 juillet 1945 à Rugby en Angleterre, est un écrivain britannique de science-fiction.

## Œuvres

### Cycle de Viriconium
1. La Cité pastel, Garancière, 1985 ((en) The Pastel City, 1971)  (ISBN 2-7340-0113-6)Réédition, Gallimard, coll. « Folio SF » no 147, 2003 (ISBN 2-07-042327-1)
2. Le Signe des locustes, Garancière, 1986 ((en) A Storm of Wings, 1980)  (ISBN 2-7340-0115-2)Réédition, Gallimard, coll. « Folio SF » no 153, 2003 (ISBN 2-07-042328-X)
3. Les Dieux incertains, Garancière, 1986 ((en) The Floating Gods, 1983)  (ISBN 2-7340-0123-3)Réédition, Gallimard, coll. « Folio SF » no 156, 2003 (ISBN 2-07-042329-8)

### Cycle du Kefahuchi Tract
1. L'Ombre du Shrander, Fleuve noir, coll. « Rendez-vous ailleurs », 2004 ((en) Light, 2002)  (ISBN 2-265-07726-7)Prix James Tiptree, Jr. 2002
2. (en) Nova Swing, 2006Prix Arthur-C.-Clarke 2007 et prix Philip-K.-Dick 2008
3. (en) Empty Space, 2012

### Romans indépendants
- La Mécanique du centaure, Gallimard, coll. « Folio SF » no 133, 2003 ((en) The Centauri Device, 1975)  (ISBN 2-07-042622-X)
- (en) The Committed Men, 1971
- (en) The Centauri Device, 1975
- (en) Climbers, 1989
- (en) The Course of the Heart, 1992
- (en) Signs of Life, 1996
- (en) The Wild Road, 1997Écrit avec Jane Johnson. Publié sous le pseudonyme de Gabriel King
- (en) The Golden Cat, 1998Écrit avec Jane Johnson. Publié sous le pseudonyme de Gabriel King
- (en) The Knot Garden, 2000Écrit avec Jane Johnson. Publié sous le pseudonyme de Gabriel King
- (en) Nonesuch, 2001Écrit avec Jane Johnson. Publié sous le pseudonyme de Gabriel King

### Recueils de nouvelles
- (en) The Machine in Shaft Ten and Other Stories, 1975
- (en) Viriconium Nights, 1985
- (en) The Ice Monkey, 1985
- (en) Travel Arrangements, 2000